# Moktar Ould Daddah
Moktar Ould Daddah (25. prosinca 1924. – 14. listopada 2003.), afrički vođa, državnik i političar, prvi predsjednik Mauritanije.

## Životopis
Rodio se u mjestu Boulimit, kao pripadnik veoma ugledne muslimanske sunitske obitelji. Studirao je pravo u Francuskoj, a završivši studij postao je prvi Mauritanac s fakultetskom diplomom.
Kasnih 1950-ih Daddah se vraća u domovinu, gdje rastući nacionalizam dovodi do neovisnosti. Osniva Parti du Peuple Mauritanien (Stranku Mauritanskog naroda), a kako su se francuskim kolonijalnim vlastima svidjele njegove metode upravljanja, odobravaju neovisnost Mauritanije. Imao je sposobnost stvoriti konsenzus između tri glavne etničke skupine Mauritanije: Bijelih Maura, Crnih Maura i Crnih Afrikanaca.
Na vlast je Daddah stupio 28. studenog 1960. godine. No, kada je prigrabio vlast, počeo je provoditi drukčiju politiku od one koju je zagovarao prije neovisnosti. Ustavom je stvorena jednostranačka država, a on je postao diktator, kao i mnogi prije i poslije njega u Africi. 
Želio je stvoriti "Veliku Mauritaniju", zbog čega je bezuspješno vodio rat u Zapadnoj Sahari. Godine 1971. bio je predsjednik Organizacije afričkog jedinstva. Natjecao se i pobijedio na izborima 1966., 1971., i 1976. godine. No, velika suša u razdoblju od 1969. do 1974. godine, kao i velika ekonomska kriza uzrokovana ratom u Zapadnoj Sahari, pridonijeli su njegovu padu.
Dana 10. srpnja 1978. Daddah je svrgnut u nenasilnom puču. Prognan je u egzil, odakle se vratio 2001., a umro je 2 godine poslije.